# William Carr (Historiker)
William Carr (* 1. April 1921 in Workington, Cumberland; † 20. Juni 1991 in Sheffield) war ein britischer Historiker, der über die deutsche Geschichte arbeitete. 
Carr studierte Geschichte an der University of Birmingham, wo er mit einem Preis für europäische Geschichte ausgezeichnet wurde. Er unterbrach sein Studium nach dem Einmarsch Deutschlands in die Sowjetunion 1941. Carr diente in der Royal Artillery. Nach dem Weltkrieg arbeitete er als Übersetzer deutscher Kriegsgefangener, bevor er zur Militärpolizei ging. Carr kehrte 1947 an die Universität Birmingham zurück, legte 1948 sein Examen ab und wurde 1955 promoviert. 1952 wurde er zum Lecturer in Geschichte an der University of Sheffield ernannt, 1963 zum Senior Lecturer und 1970 zum Reader. 1979 erhielt er eine Professur, die er bis zum Eintritt in den Ruhestand 1986 ausübte. In seinem Todesjahr wurde ihm das Bundesverdienstkreuz verliehen.

## Schriften
- Schleswig-Holstein 1815–1848. A Study in National Conflict. Manchester University Press, Manchester 1963.
- A History of Germany, 1815–1945. London 1969; 2. Auflage 1979; 3. Auflage u.d.T. A History of Germany, 1815–1985. 1987; 4. Auflage 1991.
- Arms, Autarky, and Aggression. Edward Arnold, London 1970.
- Hitler. A Study in Personality and Politics. Edward Arnold, London 1978; auf Deutsch: Kohlhammer, Stuttgart 1980.
- Poland to Pearl Harbor. Edward Arnold, London 1985.
- The Origins of the Wars of German Unification. Longman, London 1991.